# Velenov
Velenov (en allemand : Wellenau) est une commune du district de Blansko, dans la région de Moravie-du-Sud, en République tchèque. Sa population s'élevait à 261 habitants en 2020.

## Géographie
Velenov se trouve à 6 km à l'est de Boskovice, à 15 km au nord-nord-est de Blansko, à 34 km au nord-nord-est de Brno et à 178 km à l'est-sud-est de Prague.
La commune est limitée par Okrouhlá et Benešov au nord, par Suchý à l'est, par Žďárná au sud-est, par Valchov au sud, et par Boskovice à l'ouest.

## Histoire
La première mention écrite de la localité date de 1378.